# Diahogna martensi
Espèce
Synonymes
- Lycosa martensii Karsch, 1878

Diahogna martensi est une espèce d'araignées aranéomorphes de la famille des Lycosidae.

## Distribution
Cette espèce est endémique d'Australie. Elle se rencontre en Nouvelle-Galles du Sud, au Victoria, en Australie-Méridionale et en Tasmanie.

## Publication originale
- Karsch, 1878 : Exotisch-araneologisches, 2. Zeitschrift für die gesammten Naturwissenschaften, vol. 51, p. 771-826.